# Wilhelm Schmidt
Wilhelm Schmidt (ur. 16 lutego 1868 w Hörde (obecnie dzielnica Dortmundu), zm. 10 lutego 1954 we Fryburgu) – austriacki ksiądz katolicki (werbista), lingwista, antropolog i etnolog. 

## Życiorys
W 1883 wstąpił do seminarium misyjnego w Steylu (Niderlandy), gdzie studiował filozofię i teologię, a następnie  otrzymał święcenia kapłańskie w 1892. Po święceniach przez rok pracował w szkole Świętego Krzyża w Nysie, a następnie w latach 1893–1895 studiował lingwistykę na uniwersytetach w Berlinie i Wiedniu. 
Spędził wiele lat studiując języki w różnych częściach świata. Jego wczesne prace dotyczyły języków mon-khmerskich w Azji Południowo-Wschodniej oraz języków Oceanii i Australii. 
W roku 1906 założył ukazujące się nadal czasopismo naukowe Anthropos poświęcone studiom etnologicznym i językoznawczym. 
Jego grób znajduje się w klasztorze St. Gabriel w Mödling, niedaleko Wiednia.

## Działalność naukowa

### Lingwistyka
Konkluzja jego studiów doprowadziła go do postawienia hipotezy o istnieniu szerszej rodziny języków austronezyjskich. Schmidtowi udało się udowodnić, że języki mon-khmerskie mają wewnętrzne powiązania z innymi językami mórz południowych, co było jednym z ważniejszych odkryć na polu lingwistyki.

### Religioznawstwo
Zainspirowany dokonaniami Andrew Langa i jego teorią na temat pramonoteizmu, uważał monoteizm za pierwotną formę religii. Źródłem pierwotnej religii było praobjawienie, pierwszą przyczyną świata. Schmidt uważał, że ówcześnie żyjące ludy zbieracko-łowieckie są najbliższe swą formą pierwotnemu ludowi.

### Etnologia
Był twórcą kierunku w etnologii zwanego szkołą kulturowo-historyczną.
Uważał, że u początków ludzkości istniały trzy podstawowe kręgi kulturowe:
- egzogamiczno-monogamiczny (m.in. Pigmeje),
- egzogamiczno-totemiczny krąg południowy (m.in. Hotentoci, Buszmeni),
- egzogamiczny krąg równoprawny północny (m.in. Jakuci, Czukcze).